# Irene Adler
Irene Adler – postać fikcyjna, bohaterka powieści i opowiadań kryminalnych Arthura Conana Doyle’a o Sherlocku Holmesie. Po raz pierwszy pojawiła się w opublikowanym w 1891 opowiadaniu Skandal w Bohemii.
Złodziejka, kochanka króla Bohemii, jedyna kobieta, która interesowała Sherlocka Holmesa.

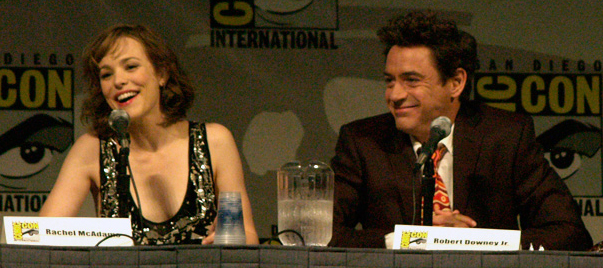
Rachel McAdams (Irene Adler) i Robert Downey Jr. (Sherlock Holmes) promują film Sherlock Holmes na San Diego Comic-Conie

Pojawiała się lub była wspominana w następujących utworach: Sprawa tożsamości, Pięć pestek pomarańczy, Błękitny Karbunkuł i Jego ostatni ukłon.
Wielokrotnie pojawiała się w ekranizacjach przygód Homesa, w rolę tę wcielały się m.in.: 
- Olga Edwardes – Sherlock Holmes (1951, serial)
- Charlotte Rampling – Sherlock Holmes w Nowym Jorku (1976, film TV)
- Anne Baxter – Maska śmierci (1984, film TV)
- Gayle Hunnicutt – Sherlock Holmes (1984, serial)
- Morgan Fairchild – Sherlock Holmes and the Leading Lady (1992, film TV)
- Liliana Komorowska – The Royal Scandal (2001, film TV)
- Anna Chancellor – Sherlock Holmes and the Baker Street Irregulars (2007, film TV)
- Rachel McAdams – Sherlock Holmes (2009, film),  Sherlock Holmes: Gra cieni (2011, film)
- Lara Pulver – Sherlock (2012–2014, serial)
- Natalie Dormer – Elementary (2013–2015, serial)
- Lanka Grju – Sherlock Holmes (2013, serial)

Ponadto w postać Adler wcielały się Inga Swenson w musicalu Baker Street (1965) i Marian Seldes w słuchowisku z 1977.